# Faith Minton
 (mai 2020).
Si vous disposez d'ouvrages ou d'articles de référence ou si vous connaissez des sites web de qualité traitant du thème abordé ici, merci de compléter l'article en donnant les références utiles à sa vérifiabilité et en les liant à la section « Notes et références ».
Pour les articles homonymes, voir Minton.
Faith Minton est une actrice américaine née le 14 mars 1957 à Brooklyn, New York (États-Unis).

## Biographie
Faith Minton a toujours eu la passion du théâtre et du cinéma. Elle travaille la comédie, la danse et le chant. Mais, très sportive aussi, elle pratique l'acrobatie.
Elle commence par de la figuration. On l'aperçoit ainsi dans L'or des Amazones (Gold of the Amazon women - 1979), un téléfilm de Mark L. Lester, dans lequel elle apparaît furtivement, guerrière amazone, dans plusieurs scènes. Dans l'une d'elles, pourvue d'un bouclier et d'une lance, on l'aperçoit derrière Anita Ekberg qui incarne No Eela, la reine des amazones. On la voit aussi, en 1979, dans Les Seigneurs (The Wanderers), de Philip Kaufman, un film de guerres des gangs à New York, dans le Bronx.
Son gabarit impressionnant (1,90 m pour 80 kg) va naturellement la conduire à incarner des rôles très physiques.
C'est un réalisateur européen, l'italien Mario Monicelli, qui va la faire connaître du grand public en lui confiant le rôle de Rosy Spelman, dite "Rosy La Bourrasque", une catcheuse faisant partie d'une troupe de catch féminin qui donne des spectacles dans les endroits où le catch féminin est pratiqué, dans le nord de la France et la partie flamande de la Belgique. Dans ce film, elle a pour partenaire Gérard Depardieu qui incarne un boxeur amateur, Raoul Lamarre, lequel fait la connaissance de Rosy et qui, fasciné par cette fille, tombe amoureux d'elle. Au fur et à mesure des galas de catch qui s'enchaînent, le film nous raconte les amours difficiles et contrariés des jeunes gens, se terminant par un "happy end". S'il a immédiatement pensé à Gérard Depardieu pour le rôle du boxeur, Mario Monicelli explique que le rôle de Rosy lui a donné plus de mal : « Après de vaines recherches en Europe, je suis allé aux États-Unis et, par le truchement d'une association de cascadeurs, j'ai rencontré Faith Minton. Cette superbe créature m'a tout de suite impressionné et, après une audition, je l'ai engagée. Très sportive, elle a appris le catch en un temps record avec Roger Delaporte qui fut mon conseiller technique pour les combats de catch. » "Rosy la Bourrasque" reste à ce jour le rôle le plus important dans la carrière de Faith Minton.
On retrouve Faith Minton dans des rôles de catcheuses dans deux autres films. D'abord, en 1981, dans Deux filles au tapis (All the Marbles), un film américain de Robert Aldrich, qui raconte les pérégrinations de deux catcheuses faisant équipe sous le nom de "California dolls", interprétées par Vicki Frederick et Laurene Landon, et de leur manager (Peter Falk) sur les routes américaines. Faith Minton y est Big Mama et en est en quelque sorte le "fil rouge" dans la dernière partie du film. Présentée comme la grande vedette du gala de catch final qui en constitue le "clou", on la voit en effet en peignoir, en attente dans sa loge, prendre ombrage du succès remporté par les "California dolls" dont le combat n'est que la première partie, avant de s'enthousiasmer finalement devant la performance de ses "collègues".
En 1992, Faith Minton joue à nouveau une catcheuse dans le film américain Telemaniacs (Stay Tuned), de Peter Hyams. Dans cette comédie qui est une satire des jeux télévisés, elle dispute un match à quatre, déguisée en Gorgone, contre le couple vedette du film, John Ritter et Pam Dawber, avant de se retrouver au tapis. On l'aperçoit encore sur un ring en catcheuse, mais furtivement, en 1997, dans la série télévisée américaine Roseanne dans l'épisode 20 de la saison 9. Elle est par ailleurs figurante dans un rôle de boxeuse dans Penitentiary III.
Plusieurs fois catcheuse donc, Faith Minton incarne des braqueuses à deux reprises. En 1980, dans La Vie en mauve (All night long), du réalisateur belge Jean-Claude Tramont, elle braque la caissière d'un supermarché de banlieue dont le gérant n'est autre que Gene Hackman. Surprise, elle donne du fil à retordre à Gene Hackman et à sa maîtresse (Barbra Streisand) avant de finir propulsée dans une grande glacière. En 2005, dans Miss FBI : Divinement armée (Miss Congeniality 2: Armed and Fabulous), de John Pasquin, avec Sandra Bullock dans le rôle titre, elle est l'une des trois braqueuses du gang des "Femmes au foyer" qui braquent une banque, prennent en otages ses clients, avant d'être finalement arrêtées par la police.
Par ailleurs, Faith Minton se révèle être une redoutable combattante dans d'autres films, dans lesquels elle sait jouer à la fois de ses poings et de ses pieds. C'est en particulier le cas du film Quand faut y aller, faut y aller (1983), comédie d'action réalisée par E.B. Clucher (de son vrai nom Enzo Barboni) dans le cadre de Miami. Elle y incarne "La vamp" (ou "Madame Muscle"), la maîtresse et garde du corps de Buffy Dee, le "méchant" de l'histoire, auxquels s'opposent les deux compères Terence Hill et Bud Spencer. Le premier subit les assauts musclés de Faith Minton qui donne également beaucoup de fil à retordre à la police lors de son arrestation. Dans Mort subite (Sudden death), de Peter Hyams (1995), elle est Carla et livre un combat de plusieurs minutes contre Darren (Jean-Claude Van Damme) dans la cuisine d'un restaurant avant de "finir" dans une sorte de broyeur.
On a pu voir également Faith Minton dans plusieurs séries télévisées américaines, notamment dans "Mike Hammer", face à Stacy Keach (1984 - Épisode "Berthe" - "Kill devil") et "Santa Barbara" (trois épisodes en 1989, où elle est Ilsa).

## Filmographie

### Séries télévisées
- 1981 : Capitaine Furillo (Hill Street Blues)
- 1981 : Simon et Simon
- 1984 : Mike Hammer : Berthe
- 1984 : Meurtre, elle a écrit: Deuxième garde
- 1985 : Misfits of science
- 1987 : Star Trek : La Nouvelle Génération

### Cinéma
- 1979 : L'or des Amazones (Gold of the Amazon Women) : Guerrière amazone
- 1979 : Les seigneurs (The Wanderers) : Grande dame
- 1979 : Rosy la Bourrasque (Temporale Rosy) : Rosy Spelman
- 1980 : Cheech et Chong - La suite (Cheech and Chong' Next Movie) : Videur
- 1981 : Deux filles au tapis (All the Marbles) : Big Mama
- 1981 : La Vie en mauve (All night long) : Braqueuse du supermarché
- 1983 : Quand faut y aller, faut y aller (Go for it) : La femme fatale
- 1983 : Smokey and the Bandit Part 3 : Tina
- 1984 : Night Court
- 1987 : Number One with a Bullet : Patron
- 1987 : Who's That Girl : Donovan
- 1987 : Penitentiary III de Jamaa Fanaka (en) : Boxeuse
- 1990 : Ski Patrol (en) de Richard Correll : Skiing Couple
- 1991 : Dans la peau d'une blonde (Switch) : Nancy the Bouncer
- 1992 : Rage and Honor : Size 12
- 1992 : Telemaniacs (Stay tuned): Madame Gorgone, la catcheuse
- 1995 : The Stranger : Kyra
- 1995 : Mort subite (Sudden Death) : Carla
- 2005 : Miss FBI : Divinement armée : Femme au foyer no 1